# Білецький Платон Олександрович
Плато́н Олекса́ндрович Біле́цький (8 листопада 1922, Харків — 6 травня 1998, Київ) — український мистецтвознавець, художник, членНСХУ, педагог, професор (1969), доктор мистецтвознавства (1971), член-кореспондент  Національної академії наук України (1995), академік АМУ (1997), лауреат  Державної премії УРСР імені Тараса Шевченка(1982), нагороджений срібною медаллю АМ СРСР (1986), Заслужений діяч мистецтв України (1991). Автор понад 200 фундаментальних наукових праць, зокрема 15 монографій. Живописні твори зберігаються у НХМУ, ДМТМК, Музеї історії Києва та ін.

## Життєпис і творчий шлях
Платон Олександрович Білецький народився 8 листопада 1922 року в Харкові (в деяких записах - 11 листопада). Син літературознавця Олександра Івановича Білецького, онук ґрунтознавця Івана Івановича Білецького. Його мати Марія Ростиславівна – учениця відомого історика Тарле – була викладачкою французької та німецької мов, добре знала давньогрецьку та латину. Вона була красунею, і, як згадував її син Платон, у дитинстві вона здавалася йому подібною на «Сікстинську Мадонну», копія якої висіла над його ліжком. Брат Андрій Білецький, старший на одинадцять років, став відомим мовознавем, поліглотом (знав близько 90 мов), видатним вченим у галузі багатьох гуманітарних наук..
Платон Олександрович пишався своїм походженням: «Рід Білецьких іде від запорожців. Проте, як відомо, сила рядових козаків була покріпачена. Дід Олександра Івановича – Іван Платонович, мав прізвище Вощенко, і. мабуть, недаремно, адже добре розумівся на виробництві воску й свічок із нього. Очевидно, принаймні, що далеко не з порожніми руками він утік від пана, подався до бессарабського міста Бєльці, де придбав документи на ім’я Білецького (при згадці цієї подробиці його біографії батько додав: «Точнісінько, як Микола Джеря, тільки років за двадцять до нього»). Ставши в такій спосіб вільною людиною, він продовжував виробництво свічок уже в Одесі, де й народився близько 1850 року його первісток Іван».. Бабуся Софія Андріївна Зерниченко привнесла в родину Білецьких полтавський колорит, любов до українських пісень, книжок, вишиванок, що згодом певною мірою позначилося й на творчості Платона Олександровича.
Платон успішно закінчив Харківське художнє училище (навчався у С. Бесєдіна) (1939—1941). Під час війни разом із родиною був евакуйований до сибірського міста Томська, бо за станом здоров’я  не був придатний до військової служби. Там писав плакати на військову тематику, водночас навчаючись на театрознавчому відділенні теж евакуйованого Ленінградського театрального інституту. 
У  1943  П. Білецького прийняли на третій курс Московського художнього інституту, де на його становлення вплинуло навчання у відомих мистецтвознавців М. Алпатова, В. Лазарева і В. Почиталова.
Серед студенток свого курсу обрав майбутню дружину — Славу (Гориславу Михайлівну Біляч). 1944  року разом із батьками Платон Олександрович переїхав до Києва. Невдовзі одружився з Гориславою Михайлівною (родом із Західної України), з якою провели все життя у творчих і сімейних радощах, виховавши доньку й сина.
У 1949 Платон закінчив Київський художній інститут, навчався  у відомих художників К. Єлеви та  О. О. Шовкуненка. Був членом КПРС з 1952 року.
Працював у Київському музеї західного та східного мистецтва (1950–1951)  заступником директора  з наукової роботи, саме за його ініціативи був створений відділ Сходу;
директором Літературно-меморіального будинку-музею Тараса Шевченка (1957–1960);
з 1959  — викладачем Київського художнього інституту, де отримав звання професора (з 1969).
Захистив докторську дисертацію з мистецтвознавства (1971) на тему “Український портретний живопис XVII-XVIII ст. Етапи становлення та развитку” (рос.) Усі докторські дисертації за радянської влади неодмінно мали бути написані російською мовою.
Був обраний членом-кореспондентом Національної академії наук України по відділенню літератури, мови та мистецтвознавства (1995), академіком Національної академії мистецтв України (1997).
Досліджував теорію та історію українського, а також зарубіжного мистецтва. Наукові праці присвячені творчості Г. І. Нарбута, Т. Г. Шевченка, М. Г. Дерегуса, українського мистецтва XVII—XVIII століть, українського портрету того ж періоду, ролі українського мистецтва у світовому мистецькому процесі.
Наукові розвідки в різних галузях не лише публікував, а й доносив студентам у викладацькій діяльності. Платон Олександрович викладав історію графічного мистецтва, вступ до мистецтвознавства, історію мистецтва Стародавнього Сходу, зарубіжне мистецтво XIX століття, мистецтво середньовіччя (Захід і Схід), православну іконографію, історію світової культури, радянське мистецтво та ін. Лекції вирізнялися широтою та масштабністю, він учив аналізувати твори великих художників і сміливо їх порівнювати, розуміти складні процеси в розвитку образотворчого мистецтва різних народів. Надзвичайне багатство знань, нестандартність викладу і вимогливість вражали студентів.
Через важку хворобу останні п’ятнадцять років життя Платон Олександрович не покидав своєї квартири, однак продовжував плідно працювати та викладати.
Жив у Києві разом із дружиною. Подружжя мало двох дітей – дочку Олену Платонівну Білецьку (1945 р.н.) і сина Івана Платоновича Білецького (1953 р.н.), в яких згодом з'явилися свої діти й онуки, які шанують па'мять свого великого предка. У 1998 році після смерті П. О. Білецького його онука Марія Гриненко допомогла видати підготовлений дідусем рукопис «Апостол України. Життя і творчість Тараса Шевченка»..
Помер Платон Олександрович Білецький 6 травня 1998 року. Похований на Байковому кладовищі поруч із батьком, братом і дружиною (центральна алея, ділянка № 6).

## Художній доробок
Починаючи з 1940-их Платон Білецький написав майстерні живописні й графічні портрети й автопортрети, в жанрах  пейзажу й натюрморту, які експонувалися на республіканських виставках. Особливу увагу привертали портрети його вродливої дружини Горислави Михайлівни  (1951 і 1953), матері (1954), актора Ю. Шумського (1954), композиція «Іспанський танець. Артисти Л. Герасимчук та О. Сегал» (1956–57), співачки Лариси Руденко (1958), письменників М. Гоголя (1952), І. Франка (1956), академіка Л. Яснопольського (1954) та ін. В них відчувається захоплення людьми творчими, інтелектуальними. Надзвичайною саморефлексією позначені всі його автопортрети, починаючи з «Автопортрета з цигаркою» 1943 року.
Пейзажам П. Білецького притаманні ліризм і лаконічність. Серед них – «Зимова вулиця», «Старосілля під Києвом» (1955), «Берег Київського моря» (1976), «Посохлі троянди» (1997) та інші. 
З кінця 1950-их митець майже не займався станковим живописом, захопившись дослідницькою мистецтвознавчою роботою

### Спогади учнів
- Сергій Побожій:

«Уперше на полицях бібліотеки професора я побачив книжки, авторами яких були Єгор Рєдін, Федір Шміт та інші історики мистецтва — яскраві
представники харківської школи мистецтвознавства. На деяких з книжок були інскрипти, з яких довідався, що то були дарунки його батькові — відомому літературознавцю Олександру Білецькому. Але одного разу Платон Олександрович, який, що й мовити, скептично ставився до вибору своєї
персони як об'єкта диплому, сказав мені: "От ніхто не пише про мистецтвознавців, а Ви й напишіть". І я написав, а через десять років після
закінчення КДХІ захистив і дисертацію на тему "Становлення й розвиток мистецтвознавства у Харківському університеті (1805— 1917 рр.)"»
.
- Валентина Рубан:

«Невідомо, чого б досяг у житті Платон Білецький – коли б залишився художником. Його малярські твори засвідчують живописний хист, органічне чуття композиції та вміння спостерігати характер людини. Персональна виставка унаочнила його ліричний талант пейзажиста і потяг до психологічного портрета. Та він став його талановитим знавцем і дослідником. Якби лишився “чистим живописцем”, навряд чи зміг би відкрити тисячам своїх читачів манливу таїну давнього мистецтва України, розкрити його неповторність і показати місце у світовому художньому процесі, розповісти про феномен українського народного малярства чи про поетичний світ японця Гокусая, про драму Симона Ушакова чи навернути до вдумливого вивчення “Мови образотворчих мистецтв”»..
- Костянтин Дорошенко:

«У 1990-х прикутий до ліжка батько-засновник українського мистецтвознавства Платон Білецький, котрий у часи полювання на націоналістичних відьом при Щербицькому залишався єдиним у Київському державному художньому інституті, хто принципово викладав українською, та одним із небагатьох представників офіційної інтелігенції, хто відмовився підписувати листи проти Василя Стуса, мусив за безцінь розпродати сімейну бібліотеку з прижиттєвими виданнями Вольтера та кримські пейзажі Максиміліана Волошина. Він продовжував читати лекції про українське мистецтво, у якому зробив кілька відкриттів…А також розповідав про сучасне західноєвропейське мистецтво, зокрема про Рене Маґрітта й Сальвадора Далі, яких радянське мистецтвознавство засуджувало однозначно… Проте 1997-го апартаменти в будинку на затишній Микільсько-Ботанічній вулиці в центрі отримав один із кримінальних авторитетів Києва. …Кремезні молоді люди у спортивних костюмах знесли сходами паралізованого Платона Білецького в кріслі, а слідом і мармурову люстру, яка не відповідала смакам нового власника. Символ сталості збанкрутував. За рік Платон Білецький помер, дивлячись на гірку посмішку Вольтера, чий бюст прикрашав стіл біля його ліжка. Уже не з благородного дерева стіл, а пластмасовий»

## Премія імені Платона Білецького
КОНСХУ заснувала  щорічну премію імені Платона Білецького: «Премія ця для мистецтвознавців вважається надзвичайно почесною нагородою за професіональні заслуги, тому що названа славетним ім'ям видатного вченого.... Він був неперевершеним педагогом, у якого навчались в Київському державному художньому інституті усі мистецтвознавці поколінь 1960-1990-х рр., зокрема і З. Чегусова. Платон Білецький, який відомий своїми фундаментальними науковими працями,..., закарбувався в пам'яті його учнів і колег яскравою особистістю з потужним інтелектом космічного масштабу і глибинними знаннями всесвітньої історії мистецтва: незабутня персона в національній культурі України.» 

## Міжнародна наукова конференція Платонівські читання
Міжнародна наукова конференція з питань історії та теорії мистецтва, названа на честь Планона Білецького, щорічно відбувається в Києві в Національній академії образотворчого мистецтва і архітектури.
Заснована в НАОМА у 2014 році з ініціативи викладачів кафедри історії і теорії мистецтва професора Людмили Семенівни Міляєвої (1925-2022) та доцента Людмили Олександрівни Лисенко (1954-2021). З 2014 року конференція відбувається щорічно в останню суботу листопада. Керівником читань до 2021 року була Л. О. Лисенко.
Конференція охоплює 4 теми: українське мистецтво від давнини до сучасності, мистецтво Сходу та Заходу, методика викладання художніх дисциплін та проблеми сучасного мистецтва і кураторських практик. В конференції беруть участь студенти, аспіранти та викладачі мистецьких ВНЗ, науковці, куратори. галеристи, архівісти, реставратори. Матеріали конференції видаються друкованою збіркою та публікуються в електронному вигляді на сайті конференції.

## Нагороди
- Лауреат Державної премії УРСР імені Тараса Шевченка за книги «Український портретний живопис XVII—XVIII століть» і «Українське радянське мистецтво» (1982).[15].
- Нагороджений срібною медаллю Академії мистецтв СРСР (1986).

## Монографії  та участь у колективних монографіях Платона Білецького
- П. Білецький. Шевченко в Києві. К.: Державне видавництво художньої літератури.1962.
- «Задуми Шевченка-художника» (в кн.: «Тарас Шевченко — художник», збірка 1. Київ, 1963).
- «Шевченко і Рембрандт» (в книзі: «Збірник праць сьомої наукової шевченківської конференції», Київ, 1959).
- «Місце Шевченка-художника в історії мистецтва» (в книзі: «Збірник праць ювілейної тринадцятої наукової шевченківської конференції», Київ, 1965).
- П. Білецький.Скарби нетлінні. К.: Державне видавництво художньої літератури.1962.
- Шевченківський словник. — Т. 1. — К., 1978. — С. 70.
- Історія українського мистецтва (видання), в авторському колективі. К.:НАН України. 1966-1970 рр.
- Г.І. Нарбут (1886-1920). Нарис про життя і творчість І. — К., 1959;
- Георгій Нарбут. - К., 1985
- Георгий Иванович Нарбут. - Л., 1985.
- Український портретний живопис XVII—XVIII століть, ст.: Проблеми становлення і розвитку. — К., 1969
- Українське мистецтво 2-ї половини XVII—XVIII ст. - К., 1981
- Апостол України. Життя і творчість Тараса Шевченка. К.:1998

### Вибрані публікації
- П. Білецький.Українські народні картини «Козаки-Мамаї». Родовід, №16 – 1997 ст. 28-35.
- Актуальні завдання мистецтвознавчої науки України // Мистецькі обрії. – 98. – К., 1999. – Вип. 1. – С. 38-43.